# Bidarakere, Holalkere
Bidarakere là một làng thuộc tehsil Holalkere, huyện Chitradurga, bang Karnataka, Ấn Độ.